# ماديسون هابل
ماديسون هابل (بالإنجليزية: Madison Hubbell)‏ هي راقصة على الجليد أمريكية، ولدت في 24 فبراير 1991 في لانسنغ في الولايات المتحدة.

## وصلات خارجية
- الموقع الرسمي
- ماديسون هابل على موقع الاتحاد الدولي للتزلج (الإنجليزية)
- ماديسون هابل على موقع الاتحاد الدولي للتزلج (الإنجليزية)
- ماديسون هابل على موقع اللجنة الأولمبية الدولية (الإنجليزية)
- ماديسون هابل على موقع أوليمبيديا (الإنجليزية)
- ماديسون هابل على موقع اللجنة الأولمبية والبارالمبية الأمريكية (الإنجليزية)